# Śmierdnica (gromada)
Śmierdnica – dawna gromada, czyli najmniejsza jednostka podziału terytorialnego Polskiej Rzeczypospolitej Ludowej w latach 1954–1972.
Gromady, z gromadzkimi radami narodowymi (GRN) jako organami władzy najniższego stopnia na wsi, funkcjonowały od reformy reorganizującej administrację wiejską przeprowadzonej jesienią 1954 do momentu ich zniesienia z dniem 1 stycznia 1973, tym samym wypierając organizację gminną w latach 1954–1972.
Gromadę Śmierdnica z siedzibą GRN w Śmierdnicy (obecnie w granicach Szczecina) utworzono – jako jedną z 8759 gromad na obszarze Polski – w powiecie gryfińskim w woj. szczecińskim na mocy uchwały nr V/44/54 WRN w Szczecinie z dnia 5 października 1954. W skład jednostki weszły obszary dotychczasowych gromad Jezierzyce, Płonia i Śmierdnica ze zniesionej gminy Śmierdnica w tymże powiecie. Dla gromady ustalono 9 członków gromadzkiej rady narodowej.
1 stycznia 1958 do gromady Śmierdnica włączono miejscowość Kołowo ze zniesionej gromady Żelisławiec w tymże powiecie.
1 stycznia 1972 z gromady Śmierdnica wyłączono miejscowości Gliniec, Kłobucko, Kołowo, Kołówko, Małolesie i Osetne Pole, włączając je do gromady Stare Czarnowo w tymże powiecie, po czym gromadę Śmierdnica  zniesiono, a jej pozostały obszar (Śmierdnicę, Płonię i Jezierzyce) włączono do Szczecina, miasta na prawach powiatu w tymże województwie.